# Sanarate
Sanarate é uma cidade da Guatemala do departamento de El Progreso.